# Rahmenbau

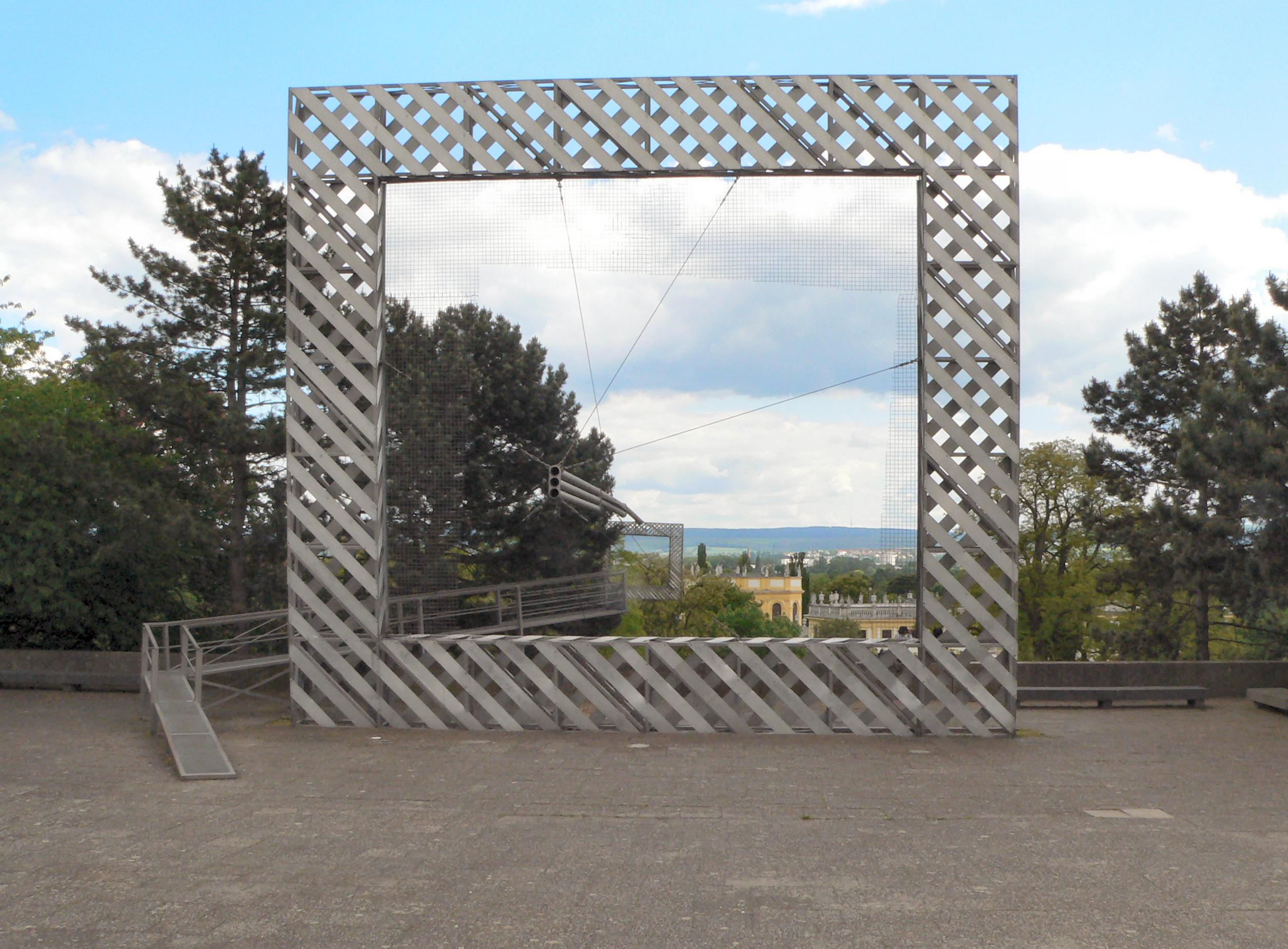
„Rahmenbau“ von Haus-Rucker-Co am Friedrichsplatz in Kassel

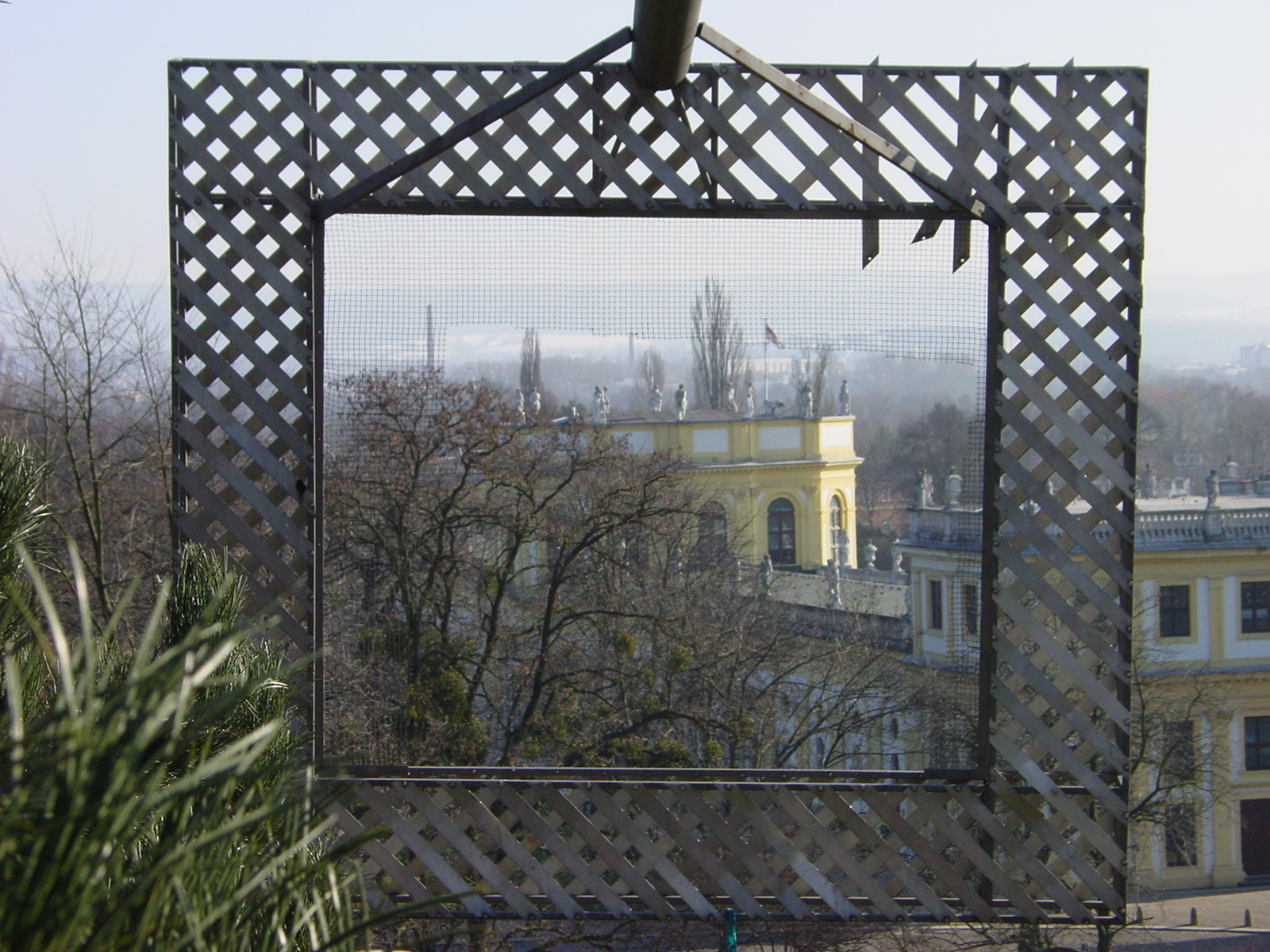
„Landschaft im Dia“

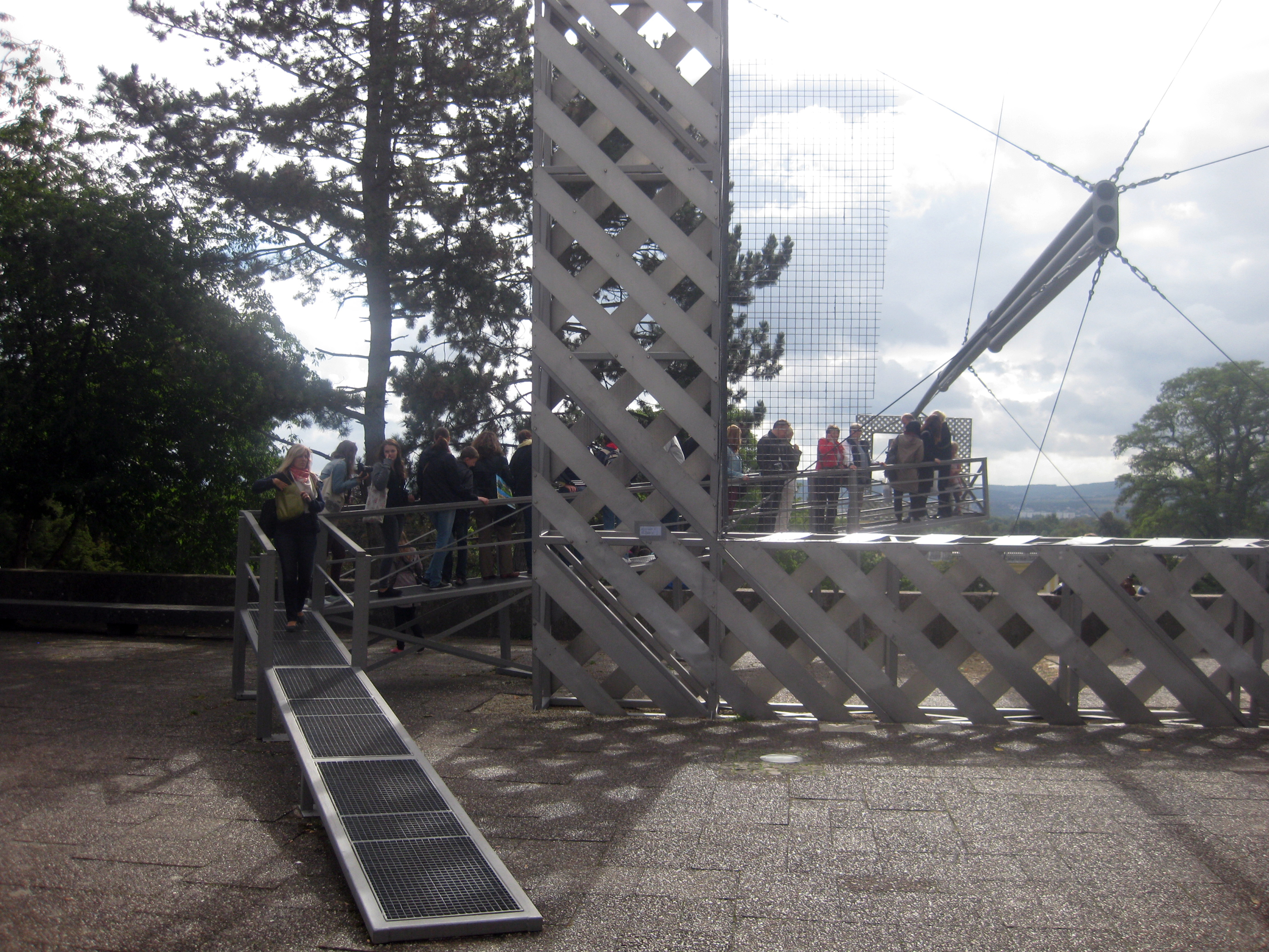
Besucher der „dOCUMENTA (13)“ auf dem Kunstwerk

Rahmenbau oder Landschaft im Dia ist ein Kunstwerk der ehemaligen Architekten- und Künstlergruppe Haus-Rucker-Co. Die Installation wurde 1977 zur documenta 6 in Kassel entworfen und steht seitdem an der Ostseite des Friedrichsplatzes oberhalb der Karlsaue und der Orangerie.

## Geschichte
An der Stelle des Kunstwerks stand bis 1907 das Auetor; es diente der Akzentuierung des „Fensters zur Landschaft“. Ab 1909 wurde an dieser Stelle das  Preußische Staatstheater errichtet, dessen Prunkbau den Friedrichsplatz zur Aue hin abriegelte. Nach schweren Bombenschäden im Zweiten Weltkrieg wurde das Theater nach neuen Entwürfen an versetzter Stelle wieder aufgebaut. Der Blick zur Aue war somit wieder frei. An der Stelle des einstigen Auetors wurde zur documenta 6 das Kunstwerk Rahmenbau aufgestellt. Es bietet aus der Ferne einen Blick durch den Rahmen, gleichzeitig auch die Begehung über einen Steg und von dort einen panoramischen Blick.
Nach dem Ende der Ausstellung war die Zukunft des als „Wahrzeichen der documenta 6“ gewerteten Objekts zunächst nicht geklärt. Die Kasseler Sparkasse kaufte das Werk und übereignete es 1979 der Stadt Kassel.

## Beschreibung
Die aus Stahl und Stahlgitter bestehende Installation hat in den Grundmaßen eine Länge von 31 Metern, eine Höhe von 14 Metern und eine Breite von 16,5 Metern. Auf dem Friedrichsplatz am Rand des Abhangs zur Karlsaue steht ein großer, senkrecht aufgestellter Stahlgitterrahmen mit den Maßen 14 auf 14 Meter. Durch ihn führt der Blick durch einen weiteren, seitlich versetzten Gitterrahmen mit den Maßen 2,80 auf 2,80 Meter, der aus Messing gefertigt ist.
Dieser Rahmen ist an einer Konstruktion aus mehreren miteinander verschweißten Stahlrohren befestigt, die wiederum mit Stahlseilen am Hauptrahmen verspannt ist. An der Terrasse setzt direkt neben dem Hauptrahmen ein schmaler Stahlsteg an, der für eine Person begehbar ist. Er führt über die Brüstung der Terrasse in Richtung des kleinen Rahmens.
Das Kunstwerk bietet einen gerahmten Ausblick auf die Karlsaue, wobei der Blick von großen durch den kleinen Rahmen geführt und auf die Orangerie fokussiert wird. Durch diese Anordnung entstehen zwei verschieden große Landschaftsausschnitte, die ineinander verschachtelt sind. Der Steg erlaubt dem Betrachter, sich dem kleineren der beiden gerahmten Ausschnitte zu nähern und dabei den Blick durch den großen Rahmen zu verlassen.
Der Rahmenbau soll laut der Künstlergruppe als „Architektur zur Wahrnehmung und Ergänzung irdischer Umwelt“ verstanden werden. Die schon immer sichtbar gewesene Landschaft soll durch die Installation in ein bewusstes Wahrnehmungsfeld gerückt werden.